# アヒル大合唱
『アヒル大合唱』（あひるだいがっしょう）は、1978年10月24日から1979年3月27日まで、TBS系列にて放映されたテレビドラマ。
放送時間は毎週火曜日20:00～20:55。全22話。

## 概要・内容
木下プロダクション製作のヒューマンコメディー第5作。
インテリア業界の大手企業「プランタン産業」に、かつてこの会社で「職場の花」と言われ、その後結婚退社していたキッチンコーディネーターの伊吹夏子が、二年間の結婚生活に終止符を打ち、再びこの会社に戻って来た。独身を通している泉川亘、「独身同盟」と言われる部下の三人娘と夏子とが張り合うようになる。一方で独身の男性社員たちの夏子への求婚争いも始まる。そのような会社の模様を描いたオフィスコメディー。 

## キャスト
- 伊吹夏子：山本陽子
- 泉川亘：篠田三郎
- 早坂みどり：木村理恵
- 昌子：岡まゆみ
- 圭子：山田はるみ
- ミチ子：樹れい子
- 福本良介：桜木健一
- 日比野竜太（カメラマン）：上條恒彦
- 河原宗平（広報）：加納竜
- 瀬崎正之：高松しげお
- 吉野努：森川正太
- 堀内正治（課長）：桜井センリ
- 庄司部長：土屋嘉男
- 夏子の母：葦原邦子
- 伊吹冬子（夏子の妹）：木内みどり
- 夏子の弟：二戸義則
- 悦子（夏子の姪）：浅野ゆう子
- 泉川和江（亘の母）：菅井きん
- 三宅拓郎（夏子の前夫）：梅宮辰夫
- 星野幸子
- 石川智子
- 酔客：古谷一行（第10話ゲスト）
- 坂根恒子：奈美悦子（第16話ゲスト）
- 大山：牟田悌三（第17話ゲスト）
- 島敏光（第19話ゲスト）

## スタッフ
- プロデューサー：飯島敏宏
- 脚本：宮崎晃、加藤盟
- 演出：鈴木利正、楠田泰之
- 制作：木下プロダクション、TBS

## 主題歌
『パープル・オニオン』- 歌：古谷一行 （作詞：山川啓介　作曲：東郷和声　編曲：渡辺博也）

## サブタイトル
| 話数 | 放送日         | サブタイトル           | 脚本   | 演出     |
| ---- | -------------- | ---------------------- | ------ | -------- |
| 1    | 1978年10月24日 | 独身同盟               | 宮崎晃 | 鈴木利正 |
| 2    | 10月31日       | モテルモデル           | 宮崎晃 | 鈴木利正 |
| 3    | 11月7日        | 今晩おひま?            | 宮崎晃 | 楠田泰之 |
| 4    | 11月14日       | 好き、好き、嫌い       | 宮崎晃 | 楠田泰之 |
| 5    | 11月21日       | 電話をお忘れなく       | 宮崎晃 | 鈴木利正 |
| 6    | 11月28日       | 美女がいっぱい         | 宮崎晃 | 鈴木利正 |
| 7    | 12月5日        | 男と女の戦いは･･･      | 宮崎晃 | 楠田泰之 |
| 8    | 12月12日       | 喧嘩はいやだ･･･        | 宮崎晃 | 楠田泰之 |
| 9    | 12月19日       | パッとやりましょう     | 宮崎晃 | 鈴木利正 |
| 10   | 12月26日       | この胸のときめきは     | 宮崎晃 | 鈴木利正 |
| 11   | 1979年1月9日   | 万客熱烈歓迎           | 宮崎晃 | 楠田泰之 |
| 12   | 1月16日        | 五百台目へアタック     | 宮崎晃 | 楠田泰之 |
| 13   | 1月23日        | 風邪に御用心           | 宮崎晃 | 鈴木利正 |
| 14   | 1月30日        | ママゴンは恋の大障害   | 宮崎晃 | 鈴木利正 |
| 15   | 2月6日         | けむたい関係           | 加藤盟 | 楠田泰之 |
| 16   | 2月13日        | カモメの学校           | 宮崎晃 | 鈴木利正 |
| 17   | 2月20日        | いい湯だな! 全員集合   | 宮崎晃 | 楠田泰之 |
| 18   | 2月27日        | みんな何かを待っている | 宮崎晃 | 鈴木利正 |
| 19   | 3月6日         | 愛しのロールキャベツ   | 宮崎晃 | 楠田泰之 |
| 20   | 3月13日        | ああ、結婚申し込み     | 宮崎晃 | 楠田泰之 |
| 21   | 3月20日        | 恋の人事異動           | 宮崎晃 | 鈴木利正 |
| 22   | 3月27日        | 別れと出発のとき       | 宮崎晃 | 鈴木利正 |